# 168211 Juliechapman
168211 Juliechapman è un asteroide della fascia principale. Scoperto nel 2006, presenta un'orbita caratterizzata da un semiasse maggiore pari a 2,652480 UA e da un'eccentricità di 0,229993, inclinata di 4,883191° rispetto all'eclittica. Ha un diametro di 4,747 km e un'albedo di 0,049.